# ساني بيتش
إحداثيات: 42°41'35"N 27°42'30"E / 42.69306°N 27.70833°E

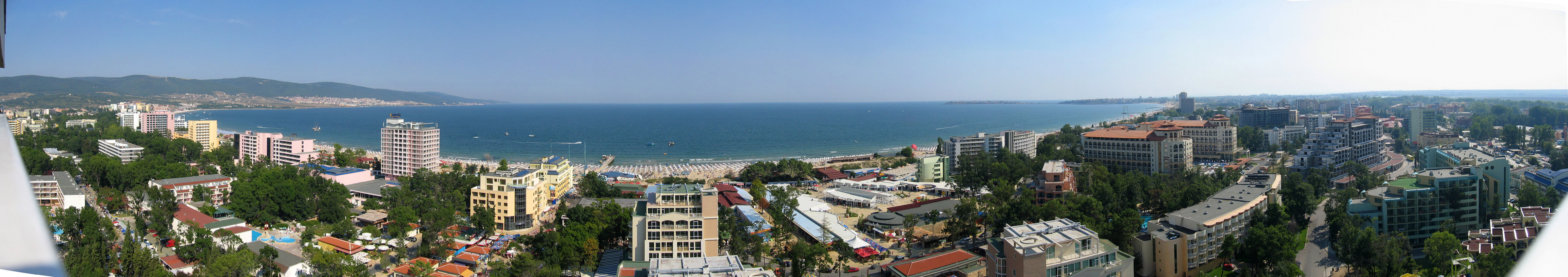
صورة بانورامية لساني بيتش

صورة بانورامية ليلية لساني بيتش

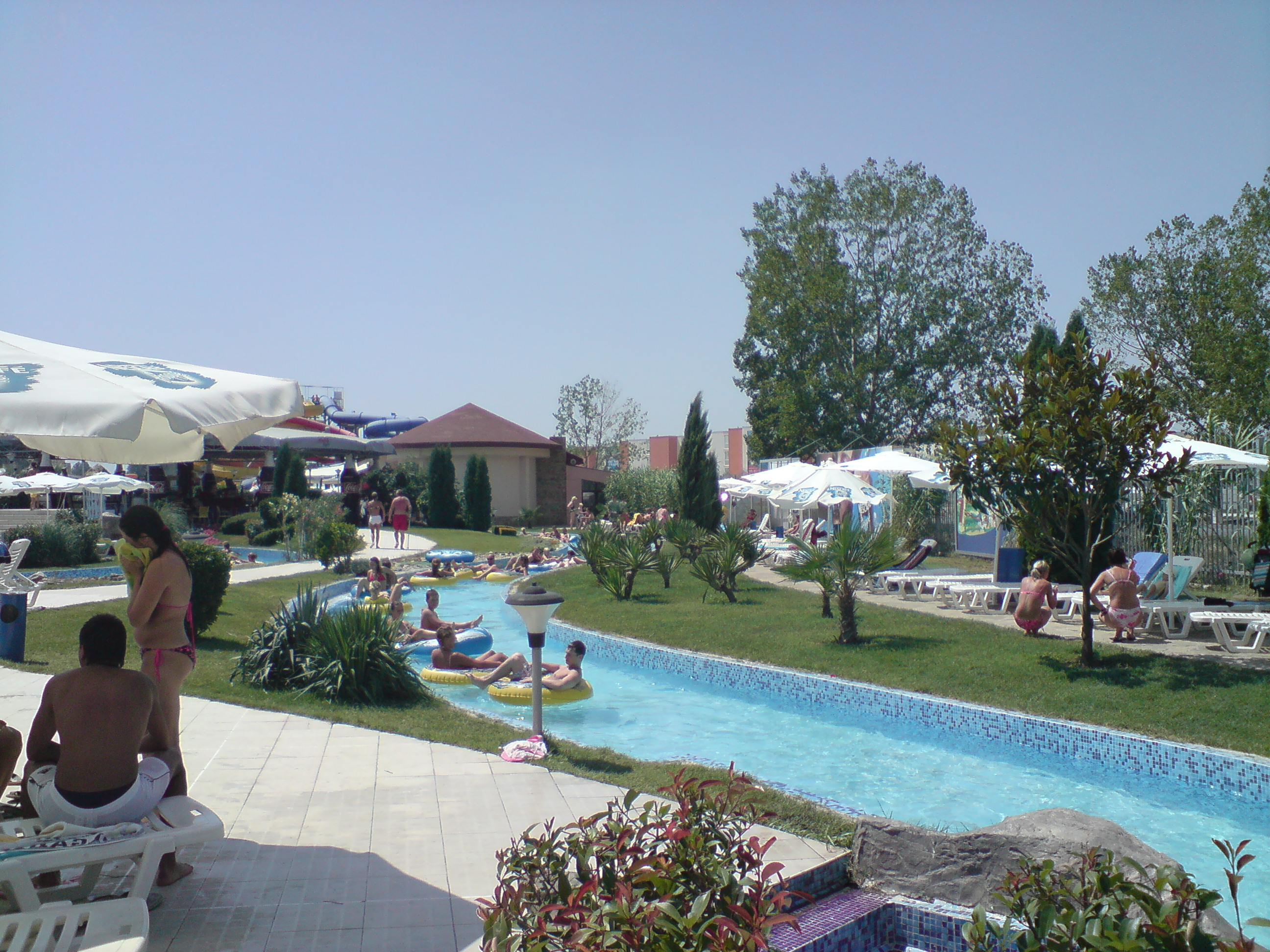
ساني بيتش

ساني بيتش (أي الشاطئ المشمس (بالبلغارية: Слънчев бряг) سلانشيف برياغ) هي منتجع رئيسي في بلغاريا على البحر الأسود. تقع على بعد نحو 35 كم شمال بورغاس في  بلدية نيسيبار في مقاطعة بورغاس.

## السياحة
عدد سكان ساني بيتش الدائمين قليل جدا، لكن خلال الصيف يعج المنتجع بآلاف السياح. تمتد الفنادق العالية في القطاع الرئيسي لعدة كيلومترات عل امتداد خليج واسع بين سفيتي فلاس و نيسيبار.

### التاريخ
ابتدأ بناء المنتجع في العصر الشيوعي في عام 1958. بدأت أعمال البناء في الموقع فوق بئرين قديمين كانا يزودان نيسبار بالمياه منذ العصور القديمة وخلال العصور الوسطى.

## النقل
يخدم ساني بيتش مطاران، وهما مطار بورغاس ومطار فارنا.
ترتبط ساني بيتش بباقي المدن البلغارية الكبيرة بخطوط حافلة تنطلق من محطة باصات ساني بيتش.

## الأنشطة السياحية
تشمل الأنشطة السياحة في ساني بيتش الشاطئ والرياضات المائية، وموقع نيسبار التاريخي القريب. هناك حديقتان مائيتان بالقرب من المنتجع. يقام في المنتجع «عقد الموسيقى السمفونية» وجزء من مهرجان الفولكلور الدولي، بالإضافة إلى عروض أزياء ومسابقات متعددة على الشاطئ. عقدت مسابقة الغناء الأورفيوس الذهبي في ساني بيتش حتى عام 1999.

## المناخ
مناخ ساني بيتش مناخ شبه استوائي رطب (Cfa بحسبتصنيف كوبن للمناخ)، مع بعض التأثيرات البحرية والقارية. متوسط درجات الحرارة السنوية هو 14 درجة مئوية. تستقر درجة حرارة البحر خلال الصيف عند حوالي 26 درجة مئوية. أما فصل الشتاء، فيكون باردا وماطرا مع رياح قوية.
| متوسط درجة حرارة البحر | متوسط درجة حرارة البحر | متوسط درجة حرارة البحر | متوسط درجة حرارة البحر | متوسط درجة حرارة البحر | متوسط درجة حرارة البحر | متوسط درجة حرارة البحر | متوسط درجة حرارة البحر | متوسط درجة حرارة البحر | متوسط درجة حرارة البحر | متوسط درجة حرارة البحر | متوسط درجة حرارة البحر | متوسط درجة حرارة البحر | متوسط درجة حرارة البحر |
| الشهر                  | يناير                  | فبراير                 | مارس                   | أبريل                  | مايو                   | يونيو                  | يوليو                  | أغسطس                  | سبتمبر                 | أكتوبر                 | نوفمبر                 | ديسمبر                 | العام                  |
| ---------------------- | ---------------------- | ---------------------- | ---------------------- | ---------------------- | ---------------------- | ---------------------- | ---------------------- | ---------------------- | ---------------------- | ---------------------- | ---------------------- | ---------------------- | ---------------------- |
| المصدر: هوليداي تشيك   |                        |                        |                        |                        |                        |                        |                        |                        |                        |                        |                        |                        |                        |

## التغطية الإعلامية
أما القناة الرابعة البريطانية فقد كلفت شركة دراغونفلاي للفيلم والتلفزيون لتصوير ثلاث حلقات من السلسلة المقبلة ما يحدث في ساني بيتش، بلغاريا. يصور البرنامج أنشطة البريطانيين الذين يهربون من حياتهم الرتيبة للاستمتاع بالفوضى في ساني بيتش.

## معرض

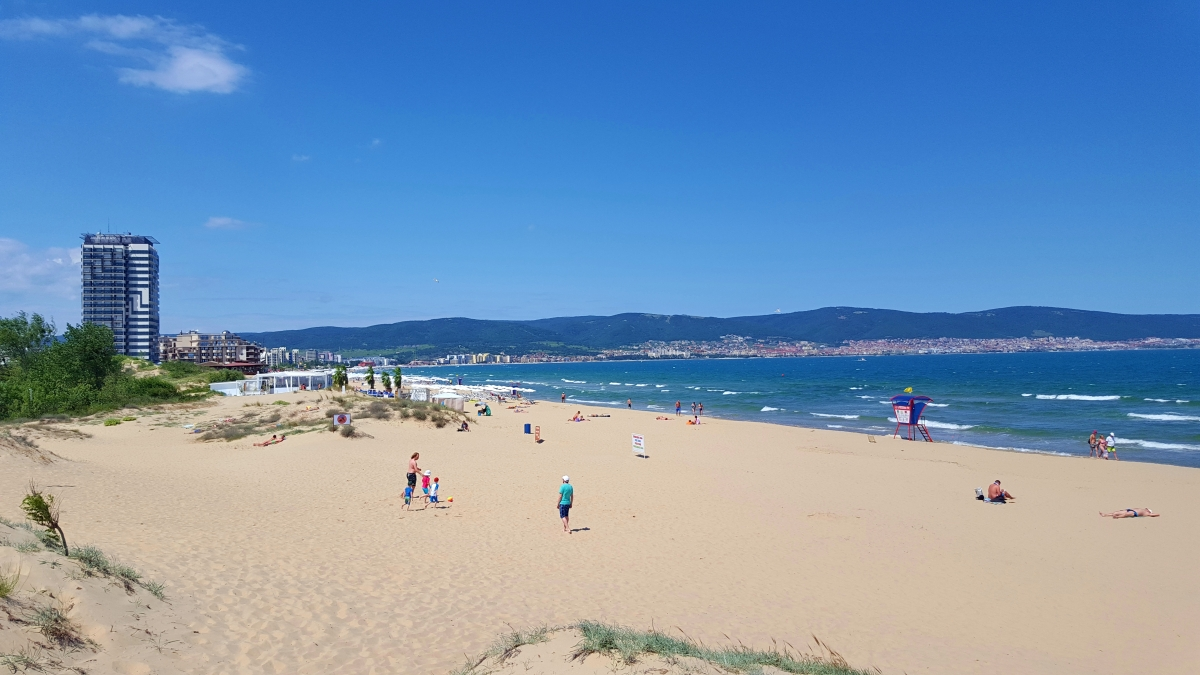
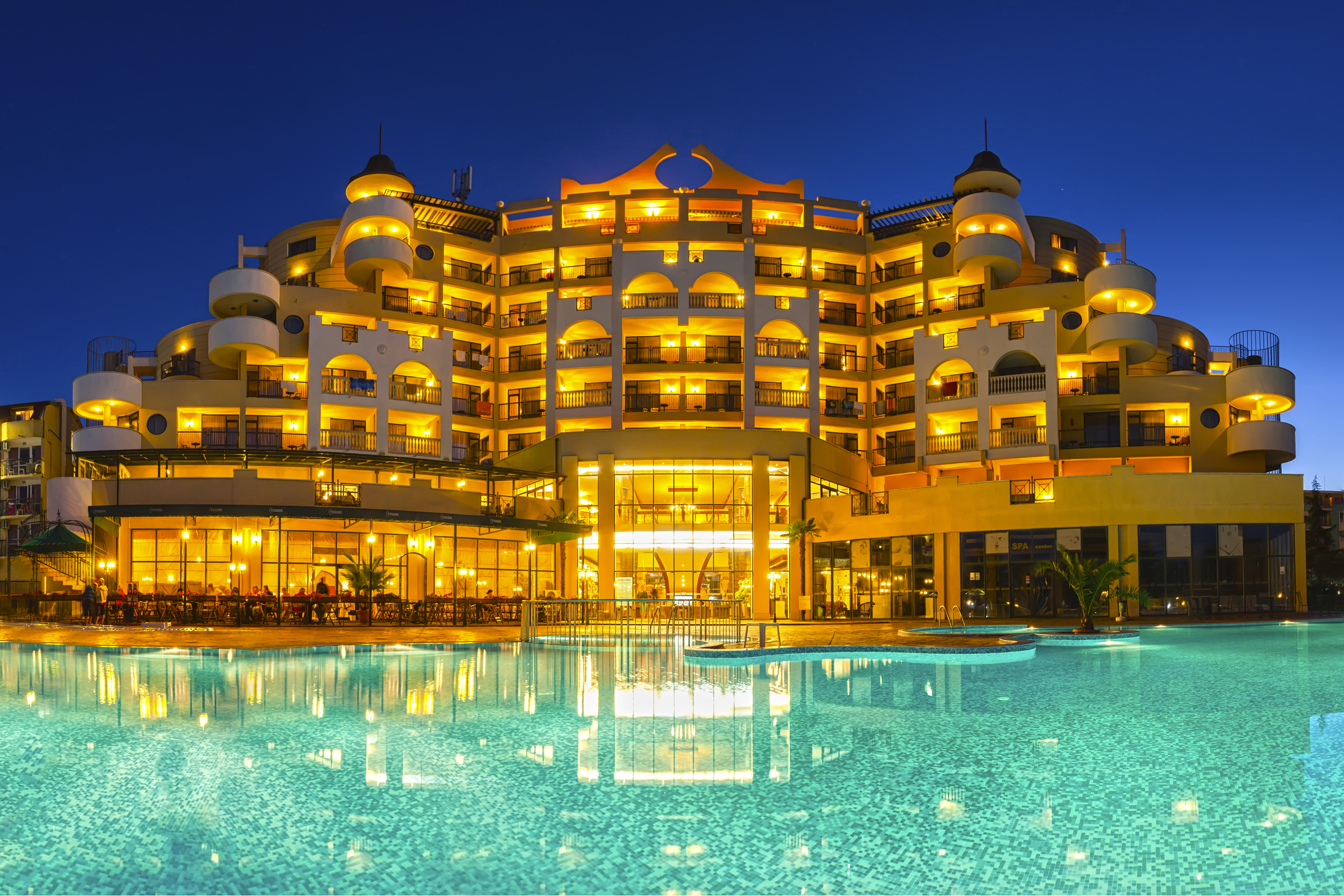
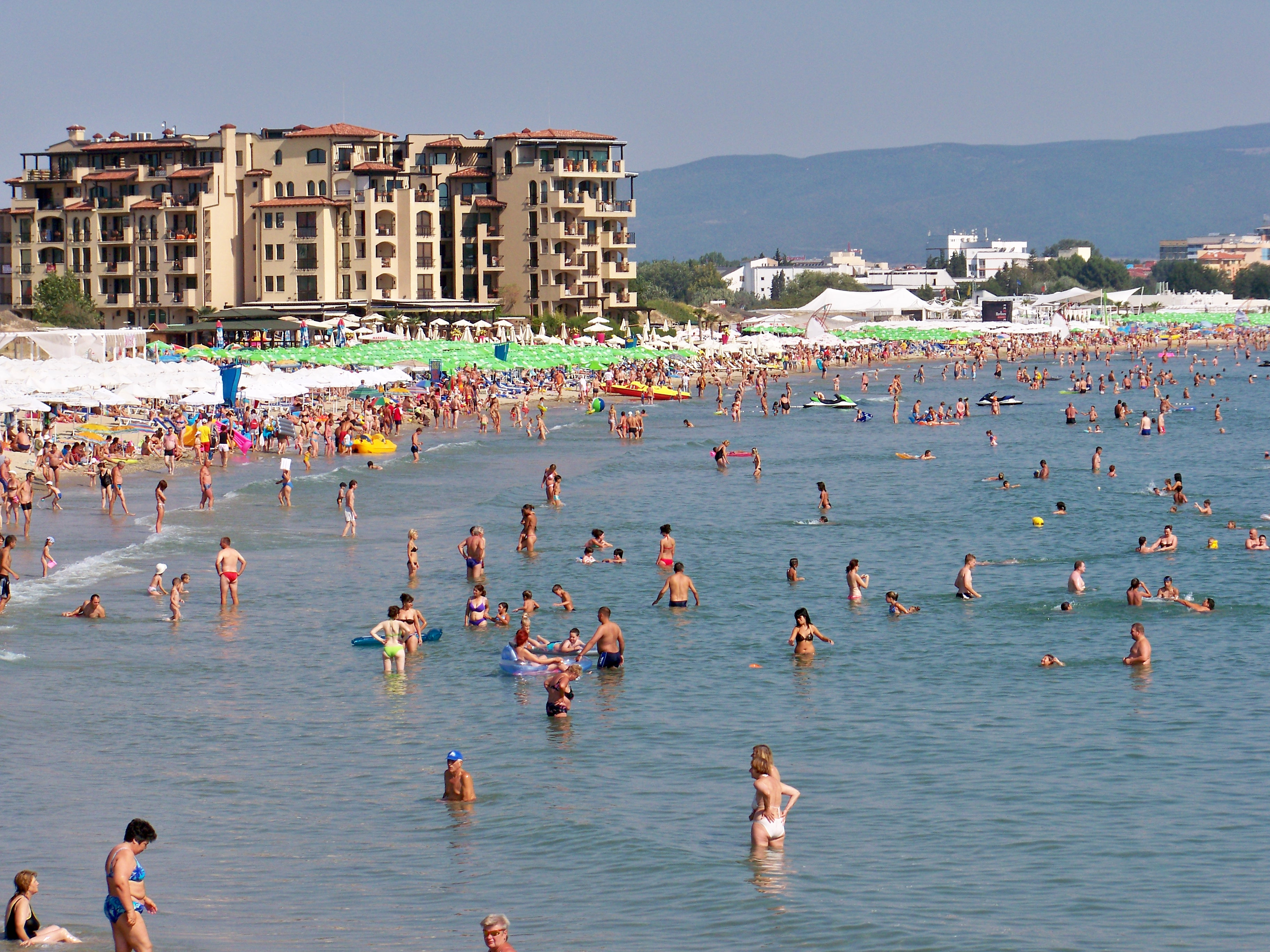
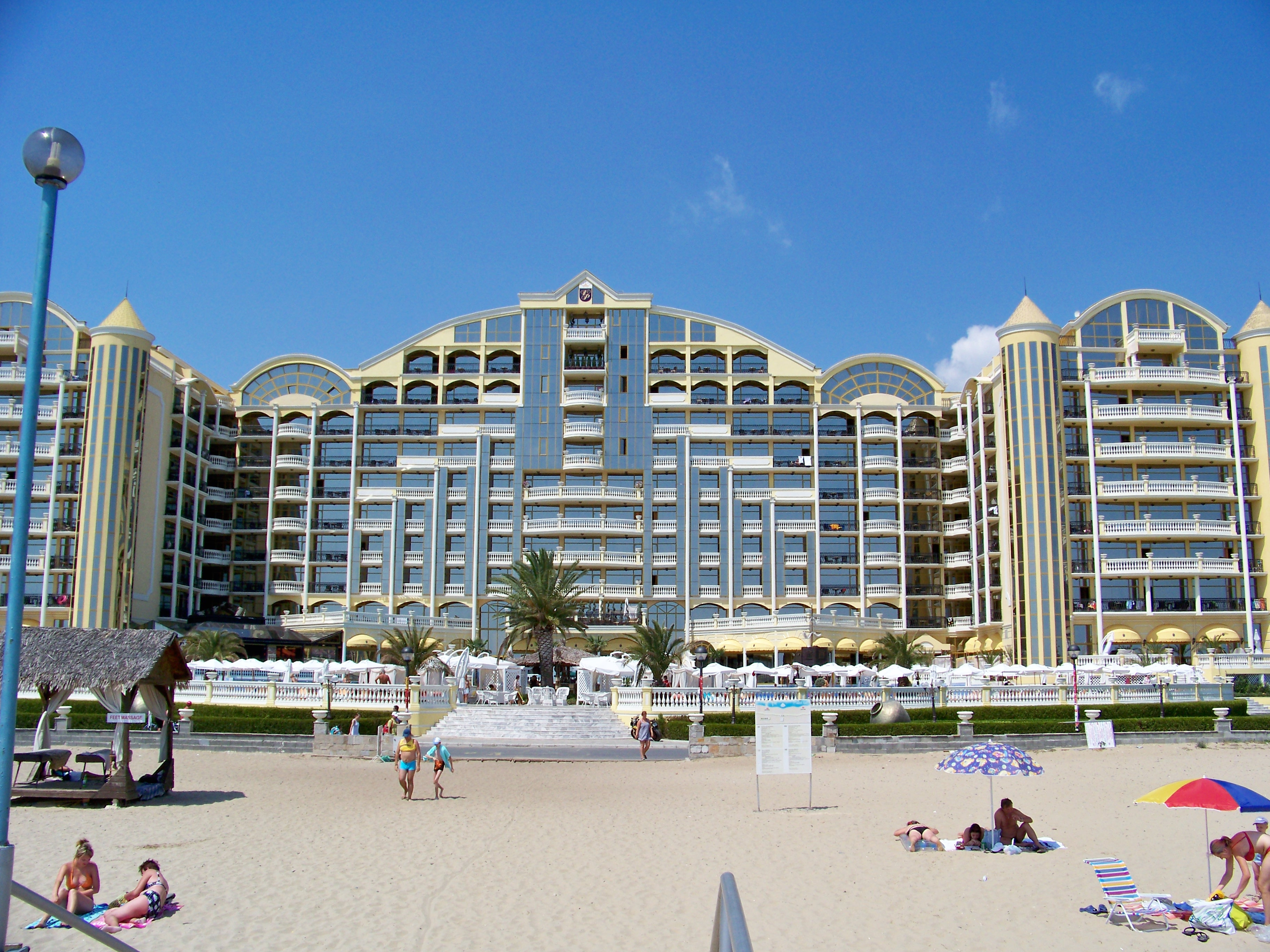
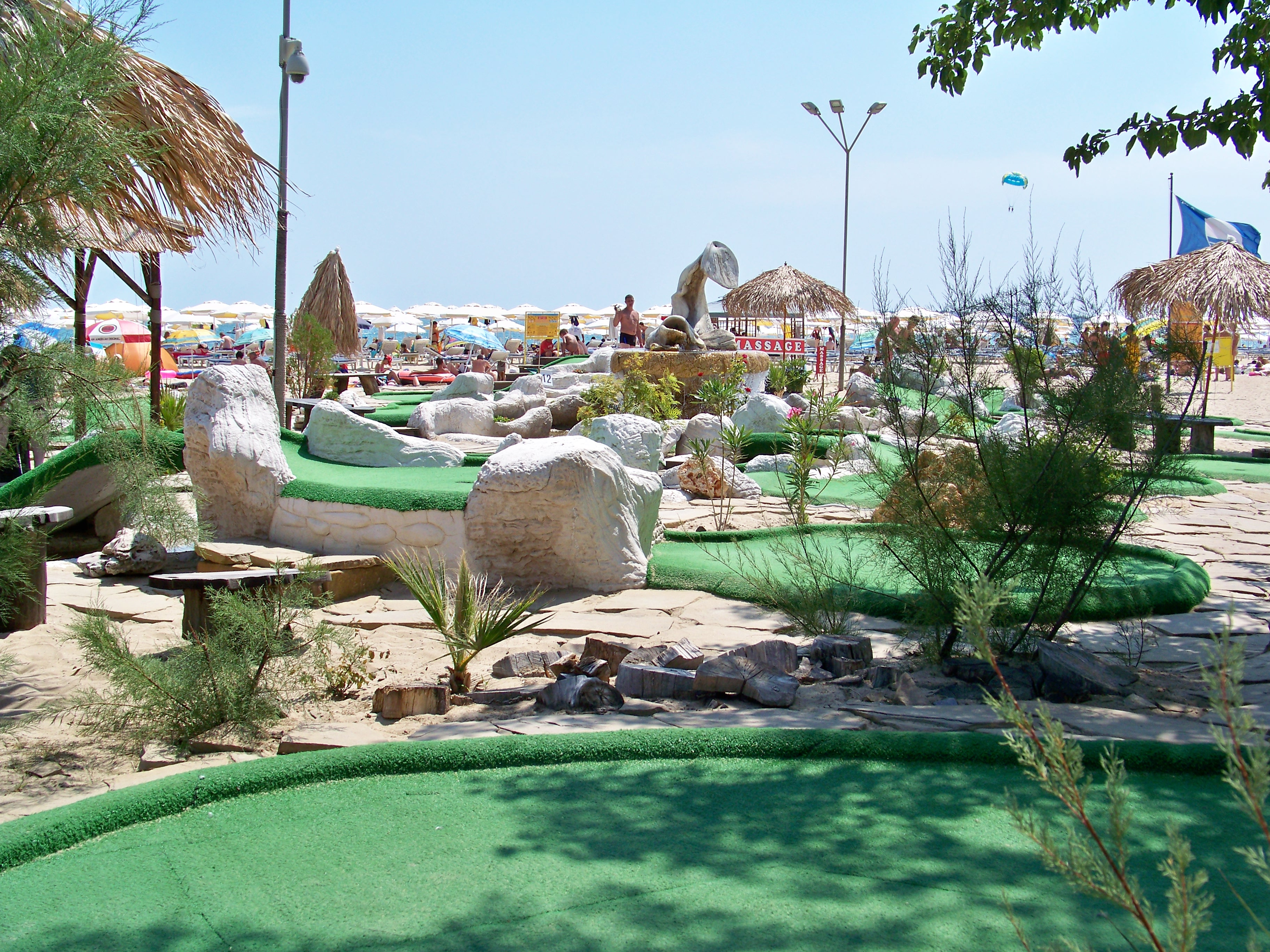
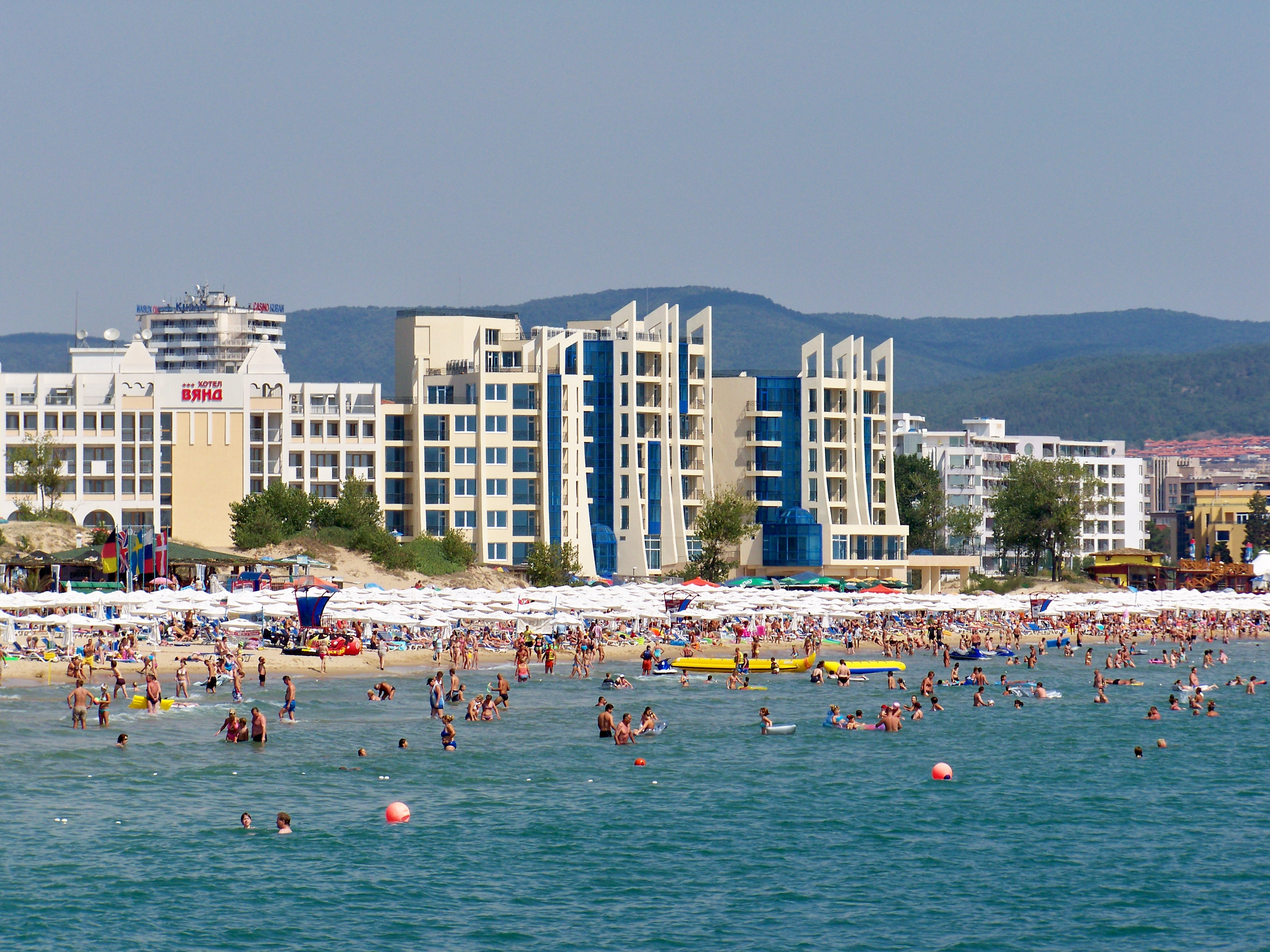
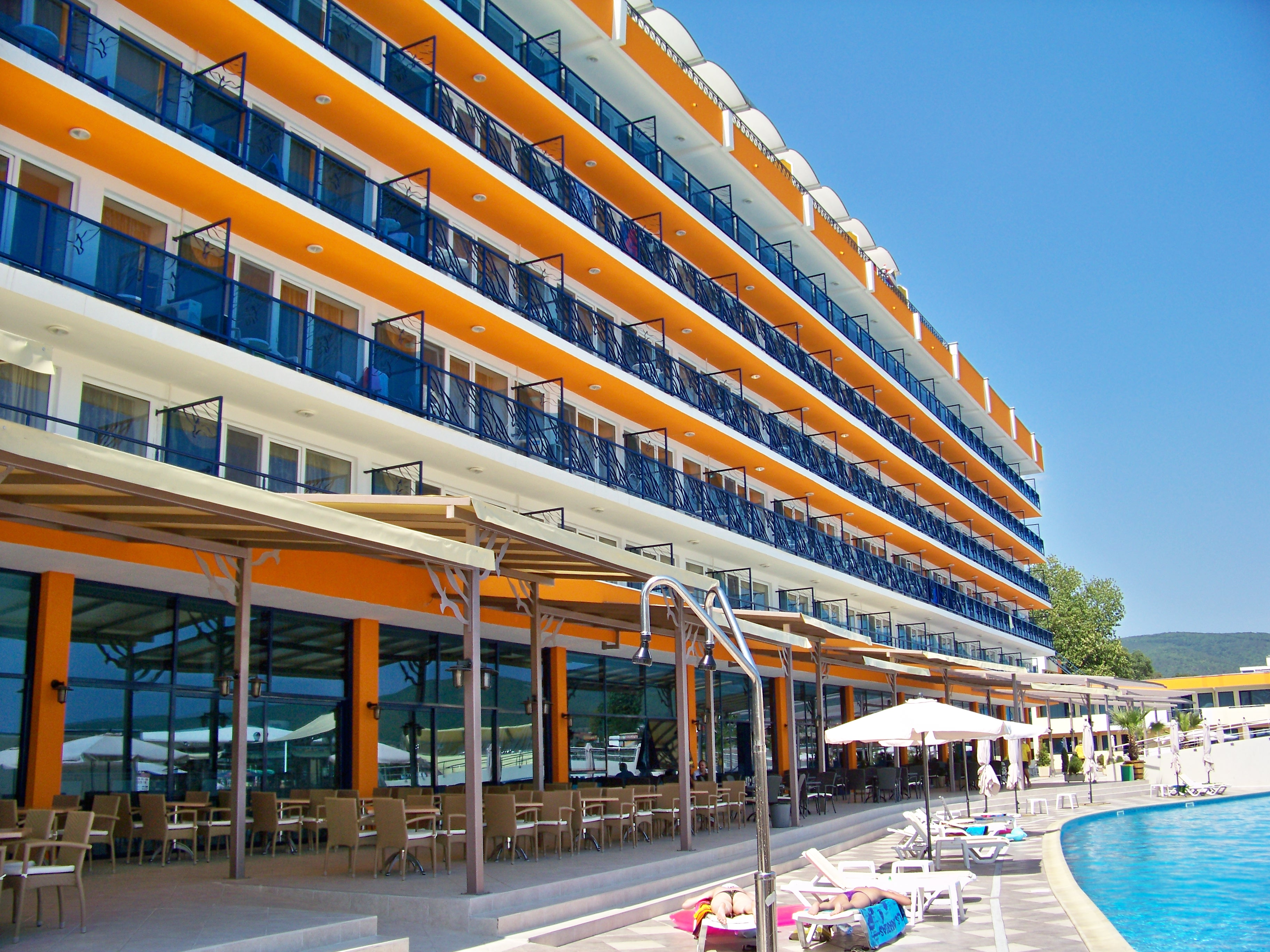
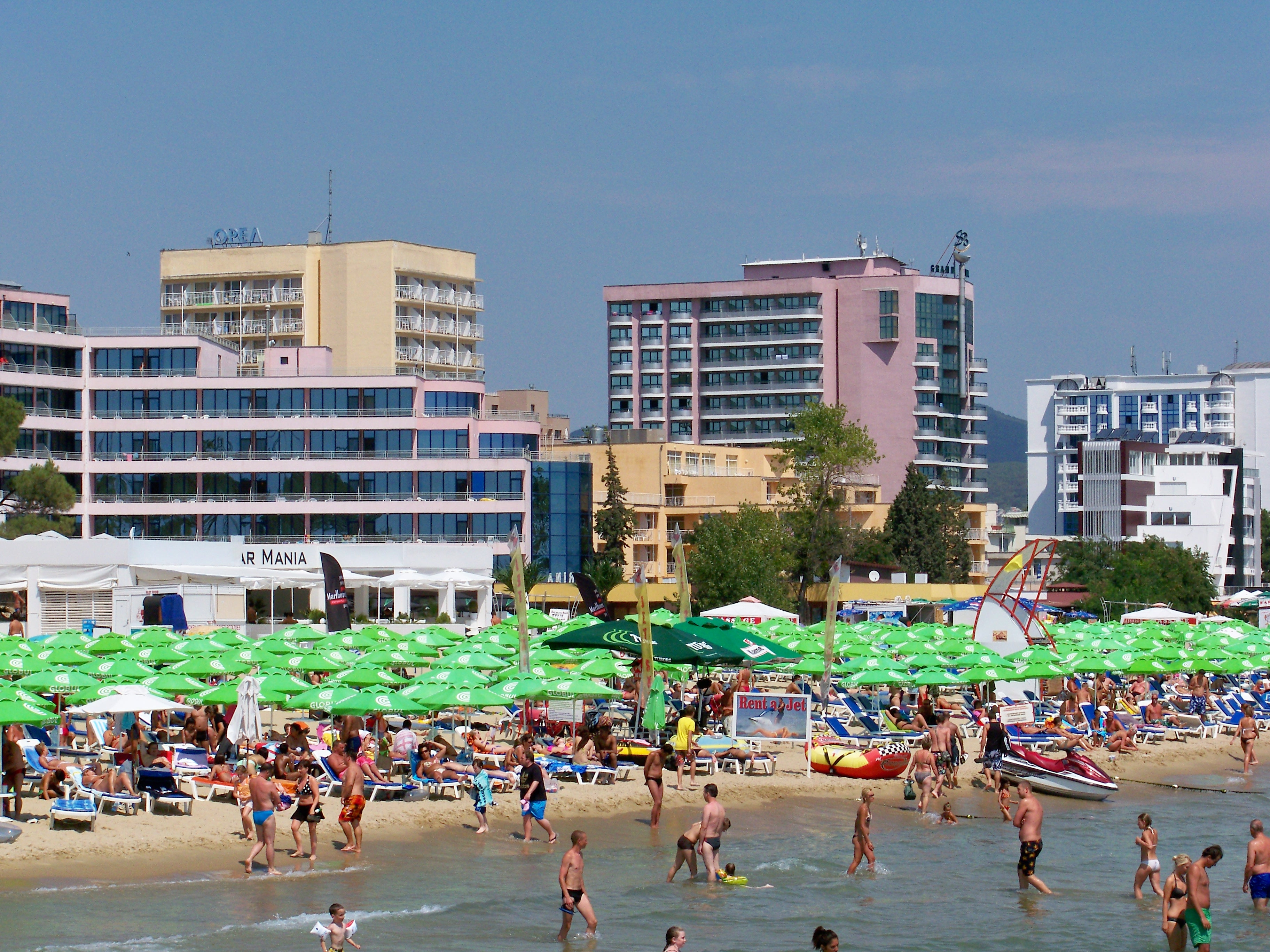
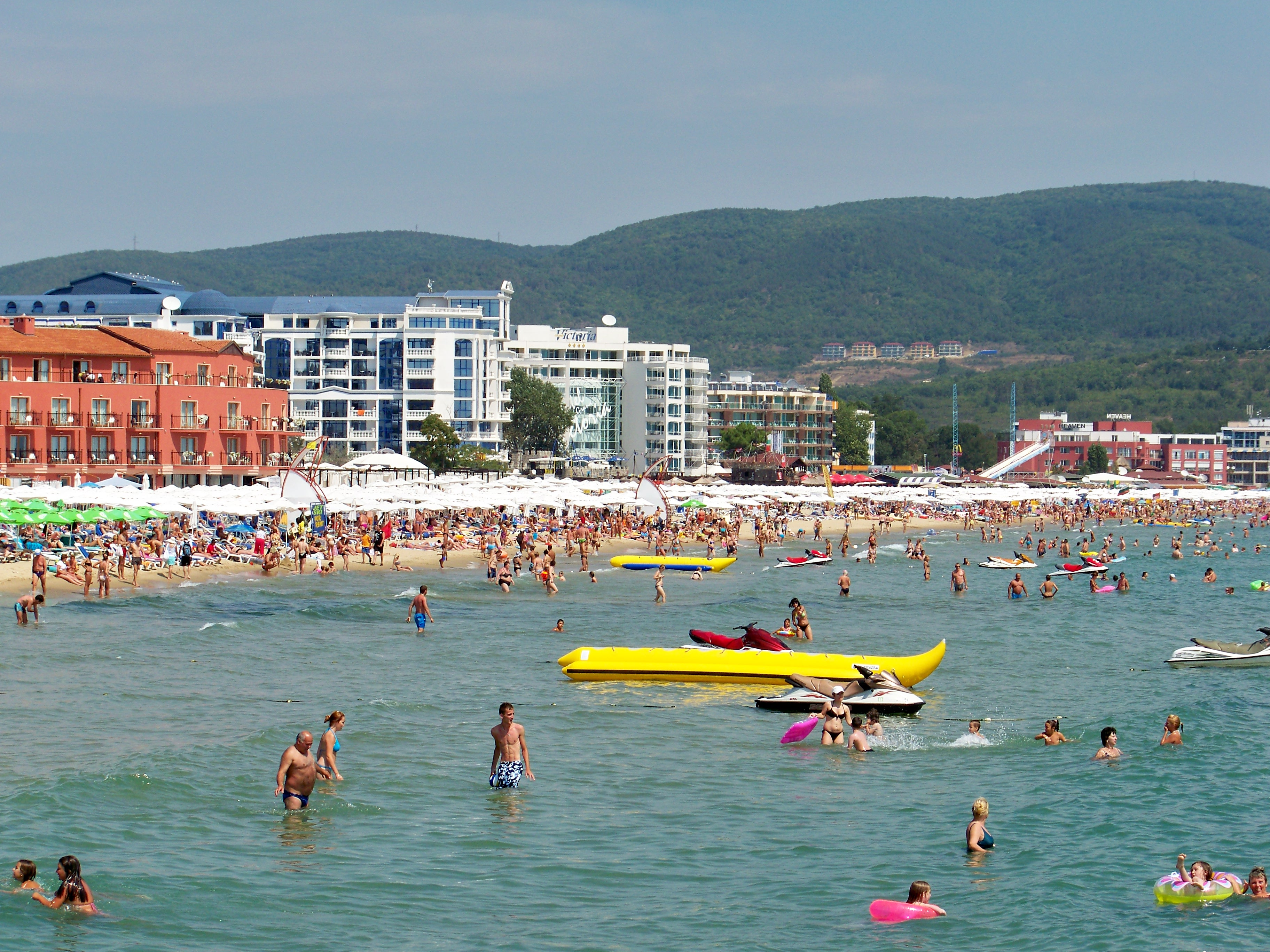
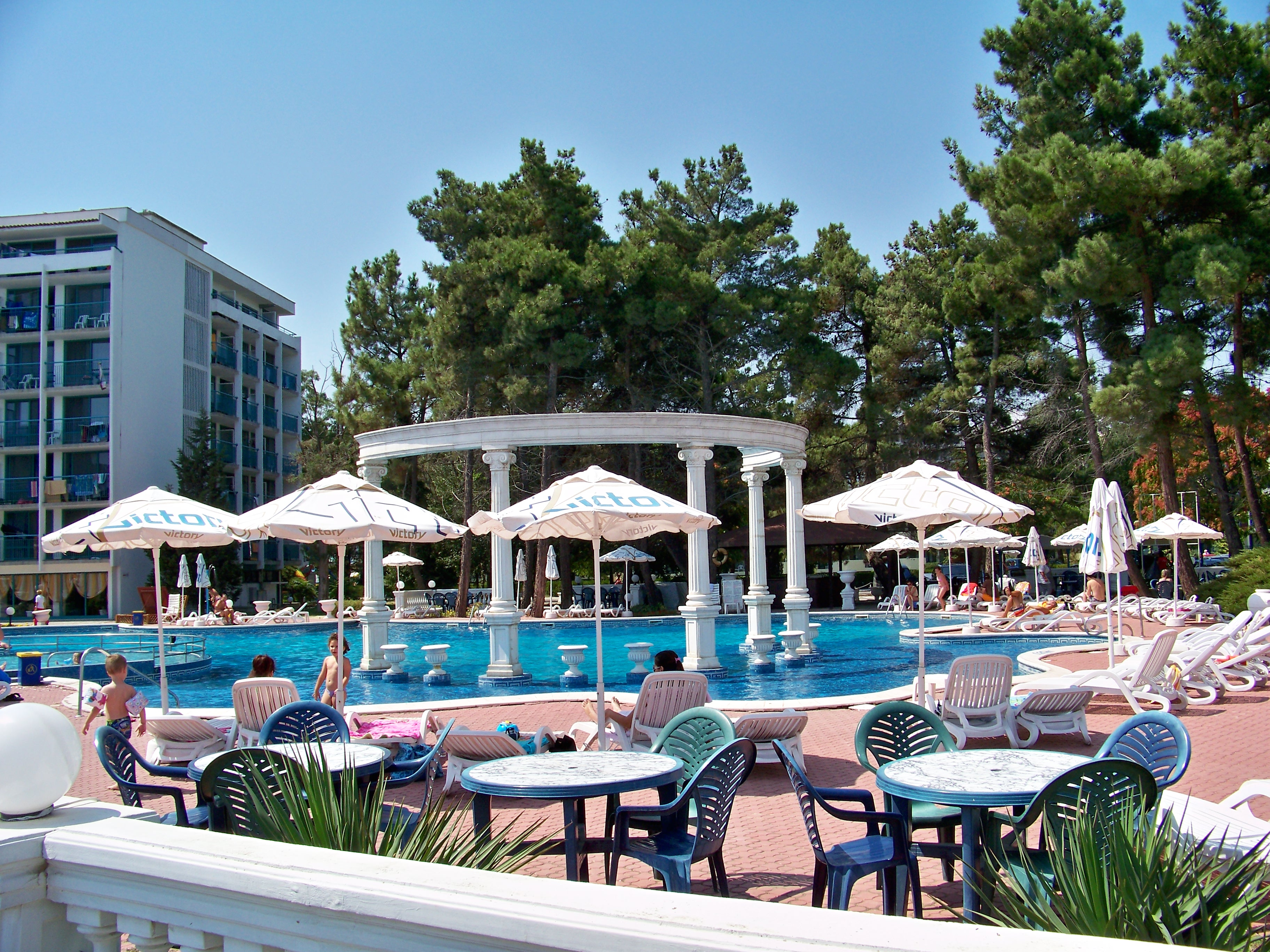
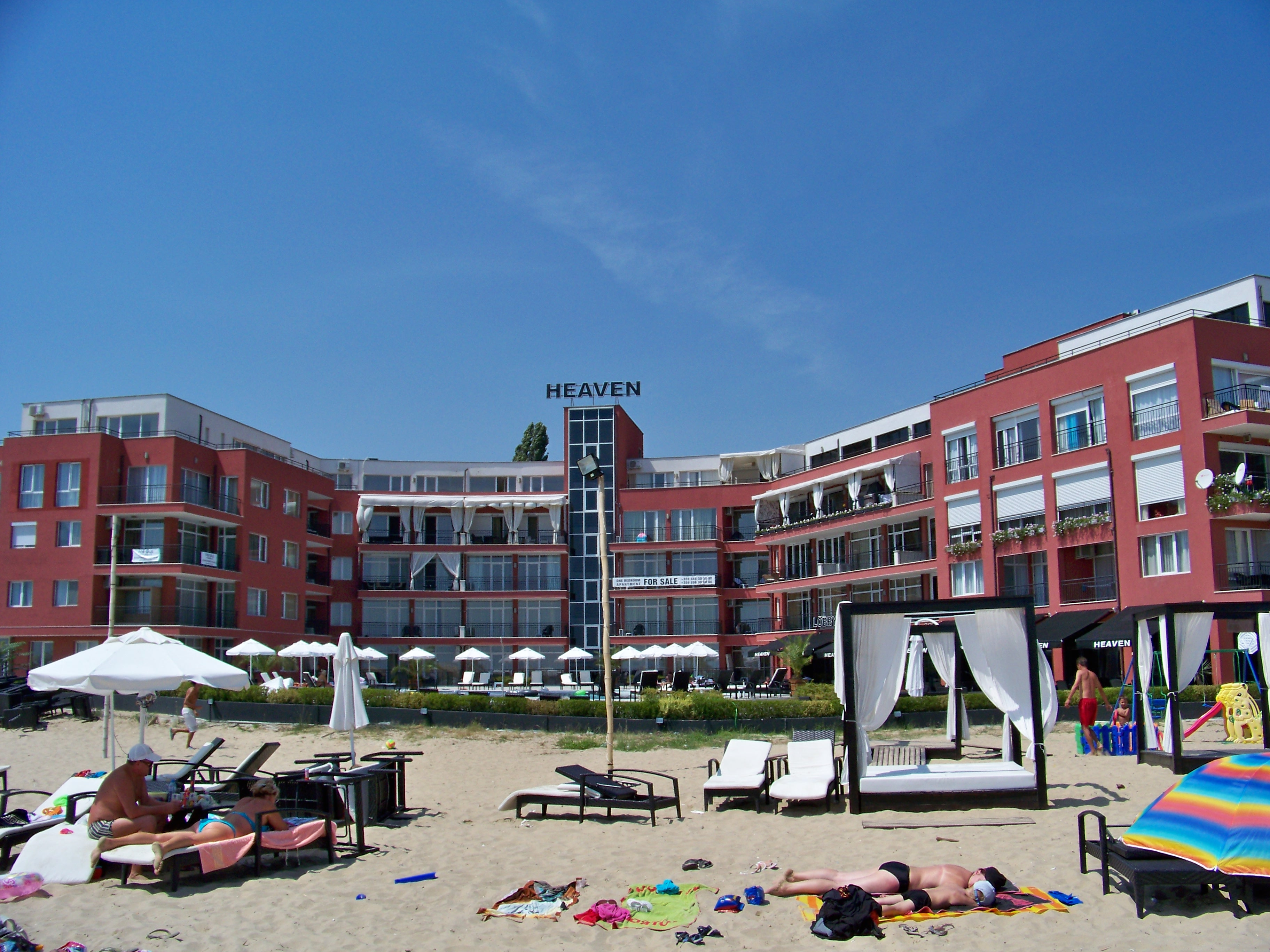